# 永明体
永明体（えいめいたい）は、中国南北朝時代の南朝斉の武帝蕭賾の永明年間（483年 - 493年）に流行した詩体である。武帝の次男である竟陵王蕭子良の西邸に集った文人「竟陵八友」のうち、沈約・謝朓・王融らを中心として創作された。
特徴としては、詩の形式・韻律の美を自覚的に追求し、それ以前の東晋時代に流行した、老荘思想に基づく晦渋な言辞を使用する「玄言詩」の風格を脱却した、高雅で洗練された詩風があげられる。特に韻律の規則として沈約が提唱したとされる「四声八病説」は、時代が下るにつれ実際の創作に適応するものに整備・簡略化され、唐代に完成した近体詩の韻律である「平仄律」の成立へと結実することになる。また詩型の次元でも、それまでの長篇の詩にかわり、近体詩の詩型である絶句・律詩の原形とも言える、4句・8句の短詩型の詩が比較的多く制作されている点が特徴的である。
このように永明体は、唐代の近体詩の形成に重要な役割を果たしており、中国の文学史上無視できない位置を占める。また「唐代近体詩」との対比で、永明体及びそれ以後の南北朝後期に作られた詩を「六朝新体詩」として総称することもある。

## 関連書
- 興膳宏「従四声八病到四声二元化」（『唐代文学研究』第3輯、広西師範大学出版社、1992年）
- 同「律詩への道―句数と対句の側面から―」（『東方学会創立五十周年記念・東方学論集』東方学会、1997年）
- 同「五言八句の成長と永明詩人」（『学林』第28・29号、中国芸文研究会、1998年）
- 高木正一「六朝における律詩の形成」（『六朝唐詩論考』創文社、1999年）
- 松浦友久「六朝新体詩から唐代近体詩へ―「対偶性」と「拍節リズム」を中心に―」（『中国詩文の言語学 松浦友久著作選1』研文出版、2003年）